# Cabinet des Fidji
Le Cabinet est le Conseil des ministres de la république des Fidji.
Le Cabinet est défini par les articles 90 à 96 de la Constitution adoptée en 2013. Celle-ci met en place un gouvernement responsable. Le Premier ministre est choisi par le Parlement parmi les députés, et choisit ses ministres parmi les députés. L'ensemble des ministres sont redevables envers le Parlement ; ils doivent tenir le Parlement informé, et répondre à ses questions. Le Parlement peut démettre le Cabinet par une motion de censure.

## Cabinet actuel
Ce Cabinet actuel résulte des élections législatives de décembre 2022, à l'issue desquelles les trois partis de l'opposition sortante forment ensemble un gouvernement de coalition majoritaire, mettant fin aux seize ans de pouvoir de Frank Bainimarama. Élu Premier ministre par le Parlement le 24 décembre, Sitiveni Rabuka prête serment et nomme le gouvernement suivant le jour même. L'ensemble des vingt-neuf députés de la majorité parlementaire reçoivent un portefeuille de ministre ou de ministre assistant,,.
| Poste | Ministre | Ministre                                                                                      | Parti                |
| --- | -------- | --------------------------------------------------------------------------------------------- | -------------------- |
| Premier ministre Ministre des Affaires étrangères Ministre du Réchauffement climatique et de l'Environnement Ministre du Service public et des Entreprises publiques Ministre de l'Information |          | Sitiveni Rabuka ministre assistant le Premier ministre : Sakiusa Tubuna (AP)                  | Alliance populaire   |
| Vice-Premier ministre Ministre des Finances, de la Planification stratégique, du Développement national et des Statistiques                                                                    |          | Biman Prasad ministre assistant aux Finances : Esrom Immanuel (AP)                            | Fédération nationale |
| Vice-Premier ministre Ministre du Tourisme et de l'Aviation civile |          | Viliame Gavoka ministre assistante au Tourisme et à l'Aviation civile : Alitia Bainivalu (AP) | SODELPA              |
| Vice-Premier ministre Ministre du Commerce extérieur Ministre des Coopératives et des Petites et Moyennes Entreprises                                                                          |          | Manoa Kamikamica                                                                              | Alliance populaire   |
| Procureur général et ministre de la Justice |          | Siromi Turaga                                                                                 | Alliance populaire   |
| Ministre des Femmes, des Enfants et de la Réduction de la Pauvreté Ministre des Relations avec le Parlement                                                                                    |          | Lynda Tabuya ministre assistant : Sashi Kiran (PFN)                                           | Alliance populaire   |
| Ministre de l'Intérieur et de l'Immigration Ministre de la Défense |          | Pio Tikoduadua ministre assistant : Ratu Rakuita Vakalalabure (AP)                            | Fédération nationale |
| Ministre de l'Éducation |          | Aseri Radrodro ministre assistant : Iliesa Vanawalu (AP)                                      | SODELPA              |
| Ministre de la Santé et des Services médicaux |          | Antonio Lalabalavu                                                                            | Alliance populaire   |
| Ministre des Affaires itaukei Ministre de la Culture, du Patrimoine et des Arts |          | Ifereimi Vasu ministre assistant aux Affaires itaukei : Jovesa Vocea (AP)                     | SODELPA              |
| Ministre des Terres et des Ressources minières |          | Filimoni Vosarogo                                                                             | Alliance populaire   |
| Ministre des Travaux publics, des Communications, des Transports et des Services météorologiques                                                                                               |          | Ro Filipe Tuisawau                                                                            | Alliance populaire   |
| Ministre du Développement rural et maritime Ministre de la Gestion des catastrophes naturelles                                                                                                 |          | Sakiasi Ditoka ministre assistant : Ratu Isikeli Tuiwailevu (AP)                              | Alliance populaire   |
| Ministre de l'Emploi, de la Productivité, et des Relations entre partenaires sociaux |          | Agni Deo Singh                                                                                | Fédération nationale |
| Ministre de l'Agriculture et des Voies d'Eau |          | Vatimi Rayalu ministre assistant : Tomasi Tunabuna (AP)                                       | Alliance populaire   |
| Ministre des Affaires multi-ethniques |          | Charan Jeath Singh                                                                            | Alliance populaire   |
| Ministre du Logement Ministre des autorités locales |          | Maciu Katamotu ministre assistante : Lenora Qereqeretabua (PFN)                               | Alliance populaire   |
| Ministre de la Jeunesse et des Sport |          | Jese Saukuru                                                                                  | Alliance populaire   |
| Ministre des Pêcheries et de la Sylviculture |          | Kalaveti Vodo                                                                                 | Alliance populaire   |

Le 14 octobre 2023, Lynda Tabuya se voit retirer sa responsabilité des relations du gouvernement avec le Parlement, le Premier ministre expliquant que le président du Parlement, Ratu Naiqama Lalabalavu, n'était « pas à l'aise » avec des décisions (non précisées) prises par le gouvernement à l'initiative de celle-ci. Ro Filipe Tuisawau lui succède.
Le 22 janvier 2024, le Premier ministre limoge le ministre de l'Éducation Aseri Radrodro pour avoir désobéi aux consignes du bureau de l'Avocat général concernant la nomination du président du conseil de l'université nationale des Fidji. Aseri Radrodro est membre du Sodelpa et, après une réunion d'urgence, ce parti (en l'absence toutefois de son chef Viliame Gavoka qui est à l'étranger) demande la démission du Premier ministre pour n'avoir pas consulté le parti avant de limoger le ministre. Le 15 avril, Aseri Radrodro est élu chef du Sodelpa, et le 24 avril il est restauré par le Premier ministre à son poste de ministre de l'Éducation.
Le 26 décembre 2024, le Premier ministre limoge Lynda Tabuya, la ministre des Femmes, des Enfants et de la Réduction de la pauvreté, car une vidéo sexuellement explicite d'elle-même qu'elle a envoyée à son mari a circulé en ligne. Son assistante Sashi Kiran, du Parti de la fédération nationale, est promue à sa succession,.
Le parti d'opposition Fidji d'abord ayant été dissous, neuf députés de ce parti se joignent en juillet 2024 à la majorité parlementaire du gouvernement Rabuka. Le 10 janvier 2025, Sitiveni Rabuka intègre sept d'entre eux à son gouvernement, :
- Ioane Naivalurua est nommé ministre de la Police ;
- Viliame Naupoto est nommé ministre de l'Immigration, succédant à Pio Tikoduadua qui conserve ses autres ministères ;
- Mosese Bulitavu est nommé ministre du Réchauffement climatique ;
- Naisa Tuinaceva est nommé adjoint à Ro Filipe Tuisawau, et chargé des transports ;
- Josaia Niudamu est nommé adjoint à Siromi Turaga, et chargé de la justice ;
- Penioni Ravunawa est nommé adjoint à Antonio Lalabalavu, et chargé de la santé ;
- Aliki Bia est nommé adjoint à Sitiveni Rabuka, et chargé de l'information.

Le ministre de l'Agriculture, Vatimi Rayalu, meurt le 12 juin 2025. Tomasi Tunabuna (en) (Alliance populaire) est nommé à sa succession le 4 août, avec Inosi Kuridrani pour ministre assistant. Le même jour, Lynda Tabuya est réintégrée au gouvernment, comme ministre de l'Information.

## Cabinet 2018-2022
Ce Cabinet résulte des élections législatives de novembre 2018, remportées par le parti Fidji d'abord. Le Premier ministre Frank Bainimarama nomme le Cabinet suivant, qui prête serment le 22 novembre. Tous sont des députés membres du parti. Alvick Maharaj est nommé whip de la majorité parlementaire en plus de sa fonction de ministre-assistant à la Jeunesse et aux Sports.
| Poste | Ministre | Ministre                                                               |
| --- | -------- | ---------------------------------------------------------------------- |
| Premier ministre Ministre des Affaires autochtones Ministre du Sucre Ministre des Affaires étrangères                               |          | Frank Bainimarama ministre assistant : George Veganathan               |
| Procureur général Ministre de la Justice, de l'Économie, des Entreprises publiques et du Service public Ministre des Communications |          | Aiyaz Sayed-Khaiyum                                                    |
| Ministre de la Sécurité nationale et de la Défense                                                                                  |          | Inia Seruiratu                                                         |
| Ministre de l'Industrie, du Commerce et du Tourisme Ministre des Autorités locales, du Logement et du Développement des communautés |          | Premila Devi Kumar ministre assistant : Vijay Nath                     |
| Ministre de l'Emploi, de la Productivité et des Relations sociales Ministre de la Jeunesse et des Sports                            |          | Parveen Bala ministre assistant : Alvick Maharaj                       |
| Ministre de l'Agriculture, du Développement rural et maritime, des Voies d'eau et de l'Environnement                                |          | Dr. Mahendra Reddy ministres assistants : Viam Pillay et Jale Sigarara |
| Ministre des Femmes et des Enfants Ministre de la Réduction de la pauvreté                                                          |          | Mereseini Vuniwaqa ministre assistante : Veena Bhatnagar               |
| Ministre des Terres et des Ressources minières                                                                                      |          | Ashneel Sudhakar                                                       |
| Ministre des Forêts |          | Osea Naiqamu                                                           |
| Ministre des Pêcheries |          | Semi Koroilavesau                                                      |
| Ministre des Infrastructures et des Transports Ministre de la Gestion des désastres naturels, et des Services météorologiques       |          | Jone Usamate                                                           |
| Ministre de l'Éducation, du Patrimoine et des Arts                                                                                  |          | Rosy Akbar ministre assistant : Joseph Nand                            |
| Ministre de la Santé et des Services médicaux                                                                                       |          | Dr Ifereimi Waqainabete ministre assistante : Alexander O'Connor       |

Le 28 janvier 2019, Inia Seruiratu devient ministre des Affaires étrangères, tout en conservant son ministère initial.
En mars 2020 Ashneel Sudhakar, le ministre des Terres et des Ressources minières, est limogé du gouvernement après avoir été accusé de harcèlement sexuel. Il démissionne de son siège de député, qui revient à Faiyaz Koya en vertu des résultats des élections de 2018 au scrutin de liste. En avril, le Premier ministre procède à un remaniement ministériel, conférant à Jone Usamate le ministère des Terres et des Ressources minières tout en lui laissant la charge du ministère des Infrastructures et des Transports. Jone Usamate demeure également ministre des Services météorologiques, mais cède à Inia Seruiratu le ministère de la Gestion des désastres naturels - alors que le pays doit gérer simultanément la pandémie de Covid-19 sur son territoire et les dégâts causés par le passage du cyclone Harold. Inia Seruiratu demeure conjointement ministre de la Sécurité nationale et de la Défense, mais cède au Premier ministre le ministère des Affaires étrangères, et prend également en charge le ministère du Développement rural et maritime. Ce dernier lui est cédé par Mahendra Reddy, qui demeure ministre de l'Agriculture et de l'Environnement. Enfin, Faiyaz Koya est nommé ministre du Commerce et du Tourisme, succédant à Premila Kumar qui conserve toutefois le ministère des Autorités locales, du Logement et du Développement des communautés.  
Cabinet fantôme
À ce gouvernement correspond le cabinet fantôme suivant, issu des législatives de 2018. Lors de ces élections, le parti Sodelpa, dirigé par Sitiveni Rabuka, obtient vingt-et-un sièges. Contrairement au cabinet fantôme de la législature 2014-2018, celui-ci est constitué uniquement de députés du Sodelpa, et n'inclut pas de députés du Parti de la fédération nationale (PFN), dirigé par Biman Prasad. L'ensemble des vingt-et-un députés du Sodelpa se voient attribuer un portefeuille de ministre fantôme, à l'exception de Ratu Tevita Niumataiwalu qui est simplement nommé ministre fantôme assistant à la Défense et à l'Immigration sous Mosese Bulitavu. Plusieurs autres députés ont leur propre portefeuille tout en étant l'assistant d'un collègue,.
| Poste | Poste | Poste                                                                       |
| --- | ----- | --------------------------------------------------------------------------- |
| Chef de l'opposition Ministre fantôme de l'Économie, des Entreprises publiques et du Service public                                |       | Sitiveni Rabuka Chef du Sodelpa                                             |
| Ministre fantôme des Affaires autochtones                                                                                          |       | Ratu Naiqama Lalabalavu ministre fantôme assistante : Adi Litia Qionibaravi |
| Ministre fantôme de l'Éducation |       | Ro Teimumu Kepa ministre fantôme assistant : Mikaele Leawere                |
| Ministre fantôme des Affaires étrangères                                                                                           |       | Anare Jale                                                                  |
| Ministre fantôme de la Justice Ministre fantôme de l'Information et des Communications                                             |       | Adi Litia Qionibaravi                                                       |
| Ministre fantôme du Tourisme Ministre fantôme de l'Aviation civile                                                                 |       | Viliame Gavoka                                                              |
| Procureur-général fantôme |       | Niko Naiwaikula ministre fantôme assistante : Lynda Tabuya                  |
| Ministre fantôme de la Jeunesse et des Sports                                                                                      |       | Ratu Suliano Matanitobua ministre fantôme assistant : Simione Rasova        |
| Ministre fantôme des Femmes, des Enfants et de la Réduction de la pauvreté                                                         |       | Salote Radrodro                                                             |
| Ministre fantôme du Travail, de la Productivité et des Relations sociales                                                          |       | Mikaele Leawere ministre fantôme assistante : Lynda Tabuya                  |
| Ministre fantôme des Infrastructures et des Transports                                                                             |       | Aseri Radrodro                                                              |
| Ministre fantôme de la Défense Ministre fantôme de l'Immigration                                                                   |       | Mosese Bulitavu ministre fantôme assistant : Ratu Tevita Niumataiwalu       |
| Ministre fantôme des Terres et des Ressources minières                                                                             |       | Mitieli Bulanauca                                                           |
| Ministre fantôme du Développement rural Ministre fantôme de la Gestion des catastrophes naturelles                                 |       | Jese Saukuru                                                                |
| Ministre fantôme des Autorités locales Ministre fantôme du Logement Ministre fantôme de l'Environnement Chief whip de l'Opposition |       | Lynda Tabuya                                                                |
| Ministre fantôme de l'Industrie et du Commerce                                                                                     |       | Ro Filipe Tuisawau                                                          |
| Ministre fantôme de l'Agriculture et du Sucre                                                                                      |       | Inosi Kuridrani                                                             |
| Ministre fantôme des Pêcheries |       | Simione Rasova                                                              |
| Ministre fantôme des Forêts |       | Peceli Vosanibola                                                           |
| Ministre fantôme de la Santé |       | Ratu Atonio Lalabalavu ministre fantôme assistant : Peceli Vosanibola       |

## Cabinet 2014-2018
Ce Cabinet actuel résulte des élections législatives de septembre 2014, remportées par le parti Fidji d'abord. Le Premier ministre Frank Bainimarama nomme le Cabinet suivant le 24 septembre. Tous sont des députés membres du parti.
| Poste | Ministre | Ministre                                             |
| --- | -------- | ---------------------------------------------------- |
| Premier ministre Ministre des Affaires autochtones Ministre du Sucre                                               |          | Frank Bainimarama                                    |
| Ministre des Finances Ministre des Entreprises publiques, du Service public, du Commerce et du Tourisme            |          | Aiyaz Sayed-Khaiyum ministre assistante : Lorna Eden |
| Procureur général Ministre de la Justice                                                                           |          | Faiyaz Koya                                          |
| Ministre des Infrastructures et des Transports                                                                     |          | Pio Tikoduadua                                       |
| Ministre du Gouvernement local Ministre du Logement Ministre de l'Environnement                                    |          | Parveen Bala                                         |
| Ministre de la Santé                                                                                               |          | Jone Usamate ministre assistante : Veena Bhatnagar   |
| Ministre de l'Éducation, de la Culture et du Patrimoine                                                            |          | Dr. Mahendra Reddy ministre assistant : Vijay Nath   |
| Ministre des Femmes et des Enfants Ministre de la Réduction de la pauvreté                                         |          | Rosy Akbar                                           |
| Ministre des Terres et des Ressources minières                                                                     |          | Mereseini Vuniwaqa                                   |
| Ministre des Pêcheries et des Forêts                                                                               |          | Osea Naiqamu                                         |
| Ministre de l'Agriculture et du Développement rural et maritime Ministre de la Gestion des catastrophes naturelles |          | Inia Seruiratu ministre assistant : Joeli Cawaki     |
| Ministre des Affaires étrangères                                                                                   |          | Ratu Inoke Kubuabola                                 |
| Ministre de l'Immigration Ministre de la Sécurité nationale et de la Défense                                       |          | Timoci Natuva                                        |
| Ministre de l'Emploi, de la Productivité et des Relations sociales                                                 |          | Jioji Konrote                                        |
| Ministre de la Jeunesse et des Sports                                                                              |          | Laisenia Tuitubou ministre assistant : Iliesa Delana |

En mai 2015 Pio Tikoduadua, ministre des Infrastructures et des Transports, quitte le gouvernement pour raisons de santé. Parveen Bala, qui était ministre du Gouvernement local, du Logement et de l'Environnement, lui succède et est remplacé par Lorna Eden, qui laisse vacant son propre poste précédent de secrétaire d'État au Tourisme. Vijay Nath, qui était secrétaire d'État à l'Éducation, devient secrétaire d'État aux Infrastructures et aux Transports, et est remplacé par Jilila Kumar, qui fait son entrée au gouvernement. Quelques jours plus tard, Jilila Kumar quitte le gouvernement, sans indiquer de raison.
Le 12 octobre 2015, le ministre de l'Emploi Jioji Konrote est élu président de la République, entrant en fonction un mois plus tard. Semi Koroilavesau lui succède à la tête de ce ministère.
Le 30 août 2016, Timoci Natuva, ministre de la Défense et de l'Immigration, démissionne, indiquant qu'il souhaite consacrer davantage de temps à sa famille et à l'entreprise qu'il dirige. Le 9 septembre, le Premier ministre réorganise son gouvernement, comme suit :
| Poste | Ministre | Ministre             |
| --- | -------- | -------------------- |
| Premier ministre Ministre des Affaires autochtones Ministre du Sucre Ministre des Affaires étrangères              |          | Frank Bainimarama    |
| Ministre des Finances Ministre des Entreprises publiques et du Service public Procureur général                    |          | Aiyaz Sayed-Khaiyum  |
| Ministre de la Justice                                                                                             |          | Faiyaz Koya          |
| Ministre des Infrastructures et des Transports                                                                     |          | Vijay Nath           |
| Ministre du Gouvernement local Ministre du Logement Ministre de l'Environnement                                    |          | Parveen Bala         |
| Ministre de la Santé                                                                                               |          | Rosy Akbar           |
| Ministre de l'Éducation, de la Culture et du Patrimoine                                                            |          | Dr. Mahendra Reddy   |
| Ministre des Femmes et des Enfants Ministre de la Réduction de la pauvreté                                         |          | Mereseini Vuniwaqa   |
| Ministre des Industries, du Commerce, du Tourisme, des Terres et des Ressources minières                           |          | Faiyaz Koya          |
| Ministre des Forêts                                                                                                |          | Osea Naiqamu         |
| Ministre des Pêcheries                                                                                             |          | Semi Koroilavesau    |
| Ministre de l'Agriculture et du Développement rural et maritime Ministre de la Gestion des catastrophes naturelles |          | Inia Seruiratu       |
| Ministre de l'Immigration Ministre de la Sécurité nationale et de la Défense                                       |          | Ratu Inoke Kubuabola |
| Ministre de l'Emploi, de la Productivité et des Relations sociales                                                 |          | Jone Usamate         |
| Ministre de la Jeunesse et des Sports                                                                              |          | Laisenia Tuitubou    |

Cabinet fantôme
À ce gouvernement correspond le cabinet fantôme suivant, issu des législatives de 2014. Lors de ces élections, le parti Sodelpa, dirigé par Ro Teimumu Kepa, obtient quinze sièges, tandis que le Parti de la fédération nationale (PFN), dirigé par Biman Prasad, obtient trois sièges. Le PFN reconnaît Teimumu Kepa comme chef de l'opposition officielle, et s'intègre à son cabinet fantôme. Dans la tradition de Westminster, le chef de l'opposition prend normalement la tête du cabinet fantôme, mais à la surprise générale Teimumu Kepa nomme Ratu Naiqama Lalabalavu au poste de « Premier ministre fantôme » (Shadow Prime Minister),.
| Poste | Poste | Poste                                                 |
| --- | ----- | ----------------------------------------------------- |
| Chef de l'opposition Ministre fantôme de l'Éducation, du Patrimoine et des Arts                               |       | Ro Teimumu Kepa Chef du Sodelpa                       |
| Premier ministre fantôme Ministre fantôme des Affaires autochtones Ministre fantôme du Sucre                  |       | Ratu Naiqama Lalabalavu                               |
| Ministre fantôme des Finances                                                                                 |       | Biman Prasad Chef du Parti de la fédération nationale |
| Ministre fantôme des Entreprises publiques et du Commerce                                                     |       | Mosese Bulitavu                                       |
| Procureur-général fantôme Ministre fantôme de la Justice                                                      |       | Semesa Karavaki                                       |
| Ministre fantôme du Tourisme                                                                                  |       | Viliame Gavoka                                        |
| Ministre fantôme de l'Agriculture et du Développement rural et maritime                                       |       | Viliame Tagivetaua                                    |
| Ministre fantôme de la Gestion des catastrophes naturelles                                                    |       | Prem Singh                                            |
| Ministre fantôme des Affaires étrangères                                                                      |       | Ratu Isoa Tikoca                                      |
| Ministre fantôme de l'Emploi, de la Productivité et des Relations sociales                                    |       | Ratu Sela Nanovo                                      |
| Ministre fantôme de la Santé                                                                                  |       | Anare Vadei                                           |
| Ministre fantôme des Terres et des Ressources minérales                                                       |       | Jiosefa Dulakiverata                                  |
| Ministre fantôme des Pêcheries et des Forêts                                                                  |       | Kiniiviliame Kiliraki                                 |
| Ministre fantôme des Femmes, des Enfants et de la Réduction de la pauvreté Ministre fantôme du Service public |       | Salote Radrodro                                       |
| Ministre fantôme de l'Immigration Ministre fantôme de la Sécurité nationale et de la Défense                  |       | Tupou Draunidalo                                      |
| Ministre fantôme de la Jeunesse et des Sports                                                                 |       | Ratu Suliano Matanitobua                              |
| Ministre fantôme des Autorités locales Ministre fantôme du Logement Ministre fantôme de l'Environnement       |       | Niko Nawaikula                                        |
| Ministre fantôme des Infrastructures et des Transports                                                        |       | Aseri Radrodro                                        |